# Râul Balcaia
Râul Balcaia este un curs de apă afluent al râului Someș. Râul izvorăște în vecinătatea localității Dacia și este canalizat în întregime, fiind în prezent integrat în sistemul de desecare a câmpiei Someșului, fiind cunoscut și sub denumirea de Canalul Keleti sau Râul Keleti. Râul traversează frontiera cu Ungaria înainte de a se vărsa în Râul Someș.

## Hărți
- Harta Județul Satu Mare